# جاركو أوكارينن
جاركو أوكارينن (بالفنلندية: Jarkko Oikarinen)‏ (ولد في 16 أغسطس 1967) هو مطور أول شبكة دردشة عالمية، التي تسمى الآن بالآي آر سي. كتب جاركو برنامج عميل الآي آر سي و أنشأ خادوم للشبكة الجديدة و ذلك في سنة 1988 حين كان يعمل في جامعة أولو في مدينة أولو الفلندية.
صمم جاركو الشبكة الجديدة لتكون بديلا عن برنامج MUT الذي كان يعمل على خادم بي بي أس الفلندي الذي كان يسمى صندوق أولو (OuluBox)
استمر جاركو في تطوير الآي آر سي لأربعة سنوات متواصلة, و في سنة 1997 حصل على أول جوائزه من تطوير الآي آر سي حيث حصل على جائزة دفوراك لنظام الاتصالات الشخصية, و في سنة 2005 حصل على جوائر أخرى من مؤسسة جائزة الألفية للتقنية.